# Sticanje znanja
Sticanje znanja je proces koji se koristi za definisanje pravila i ontologija potrebnih za sistem zasnovan na znanju. Fraza je prvi put korišćena u sprezi sa ekspertskim sistemima da opiše početne zadatke povezane sa razvojem ekspertskog sistema, naime pronalaženje i intervjuisanje domenskih stručnjaka i prikupljanje njihovog znanja putem pravila, objekata i ontologija zasnovanih na okvirima.
Ekspertski sistemi su bili jedna od prvih uspešnih primena tehnologije veštačke inteligencije u stvarnim poslovnim problemima. Istraživači na Stanfordu i drugim laboratorijama veštačke inteligencije radili su sa lekarima i drugim visoko kvalifikovanim stručnjacima na razvoju sistema koji bi mogli da automatizuju složene zadatke kao što je medicinska dijagnoza. Do ove tačke računari su se uglavnom koristili za automatizaciju zadataka sa velikim brojem podataka, ali ne i za složeno rezonovanje. Tehnologije kao što su inferentne mašine omogućile su programerima po prvi put da se pozabave složenijim problemima.
Kako su se ekspertski sistemi povećavali od demonstracionih prototipova do aplikacija za industrijsku snagu, ubrzo se shvatilo da je sticanje domenskog ekspertskog znanja jedan od, ako ne i najkritičniji zadatak u procesu inženjeringa znanja. Ovaj proces sticanja znanja je sam po sebi postao intenzivno područje istraživanja. Jedan od ranijih radova na ovu temu koristio je Bejtsonove teorije učenja za vođenje procesa.
Jedan pristup sticanju znanja koji je istraživan bio je korišćenje raščlanjivanja i generisanja prirodnog jezika da bi se olakšalo sticanje znanja. Raščlanjivanje prirodnog jezika moglo bi da se izvrši na priručnicima i drugim stručnim dokumentima, a početni prvi prolaz u pravilima i objektima mogao bi se automatski razviti. Generisanje teksta je takođe bilo izuzetno korisno u generisanju objašnjenja za ponašanje sistema. To je u velikoj meri olakšalo razvoj i održavanje ekspertskih sistema.
Noviji pristup sticanju znanja je pristup zasnovan na ponovnoj upotrebi. Znanje se može razviti u ontologijama koje su u skladu sa standardima kao što je Veb ontološki jezik (OWL). Na ovaj način znanje može biti standardizovano i podeljeno u širokom obimu radnika znanja. Jedan primer domena gde je ovaj pristup bio uspešan je bioinformatika.